# Furman śmierci
Furman śmierci lub Wózek śmierci lub Woźnica śmierci (szw. Körkarlen) – szwedzki film fabularny z 1921, ekranizacja opowiadania Selmy Lagerlöf pt. Niewidzialny woźnica z 1912 roku. Fabuła oparta jest na szwedzkiej legendzie, zgodnie z którą osoba, która umrze o północy w Sylwestra, staje się furmanem wozu Śmierci i przez rok będzie zajmował się transportem dusz zmarłych. W filmie zastosowano liczne efekty specjalne (m.in. zdjęcia nakładane).
Obraz spotkał się z pochwałami krytyków i historyków filmowych, chwalili go także inni twórcy filmowi (m.in. Charlie Chaplin i Ingmar Bergman). Inspirowali się nim także twórcy filmów Zmęczona śmierć oraz Nosferatu – symfonia grozy.

## Fabuła
Bohaterem filmu jest alkoholik David Holm. Podczas sylwestrowej nocy upija się na cmentarzu i traci przytomność. Nawiedza go wtedy duch, który informuje bohatera, że przez następny rok będzie on pełnił obowiązki furmana śmierci, przewożącego dusze zmarłych. Holm zaczyna wspominać swoje życie, cierpienia, jakie zadał swoim bliskim, przede wszystkim siostrze Armii Zbawienia Edit, która przez lata starała się wyciągnąć go z nałogu, a obecnie umiera na gruźlicę, której nabawiła się od Holma. Bohater postanawia zmienić swoje życie, obiecuje poprawę i wraca do rodziny.

## Obsada
- Victor Sjöström – David Holm
- Hilda Borgström – Pani Holm
- Tore Svennberg – Georges
- Simon Lindstrand – Kompan Davida
- Einar Axelsson – Brat Davida
- Olof As – Kierowca
- Nils Ahrén – Kapelan więzienny
- Tor Weijden – Gustafsson
- Nils Elffors – Kompan Davida
- Astrid Holm – Edit
- Concordia Selander – Matka Edit
- John Ekman – Policjant
- Lisa Lundholm – Maria
- Nils Arehn – Kapelan więzienny
- Edvin Adolphson – Mężczyzna w karczmie